# Мітане

40°6′6″ пн. ш. 140°0′18″ сх. д. / 40.10167° пн. ш. 140.00500° сх. д.
Міта́не (яп. 三種町, みたねちょう, МФА: [mʲitane t͡ɕoː]) — містечко в Японії, в повіті Ямамото префектури Акіта. Станом на 1 жовтня 2007 площа містечка становила 248,09 км². Станом на 1 липня 2008 населення містечка становило 19 397 осіб.